# Ел Рефухио (Кандела)
Ел Рефухио (шп. El Refugio) насеље је у Мексику у савезној држави Коавила у општини Кандела. Насеље се налази на надморској висини од 580 м.

## Становништво
Према подацима из 2005. године у насељу је живео 1 становник.

### Хронологија
| Година       | 2000 | 2005 |
| ------------ | ---- | ---- |
| Становништво | 2    | 1    |

### Попис
| # | Индикатор                        | Вредност |
| - | -------------------------------- | -------- |
| 1 | Укупно појединачних домаћинстава | 1        |